# Quedlinburg (district)
Districtul Quedlinburg a fost un district  (Kreis) în landul Saxonia-Anhalt, Germania. La data de 1 iulie 2007, prin unirea districtelor Halberstadt, Wernigerode și Quedlinburg s-a format Harz (district). 